# Tahla (ort)
Tahla (arabiska: تاهلة) är en stad i Marocko. Den ligger i provinsen Taza och regionen Fès-Meknès, 220 km öster om huvudstaden Rabat. Antalet invånare var 27 729 vid folkräkningen 2014.